# Matteo Ferrari
|  | Per a altres significats, vegeu «Matteo Ferrari (motociclista)». |

Matteo Ferrari (Aflou, Algèria, 5 de desembre de 1979) és un futbolista italià que actualment juga com a defensa al Beşiktaş turc.

## Clubs
| Club          | País       | Any       |
| ------------- | ---------- | --------- |
| Inter de Milà | Itàlia     | 1996-2002 |
| Genoa         | Itàlia     | 1997-1998 |
| US Lecce      | Itàlia     | 1998-1999 |
| AS Bari       | Itàlia     | 1999-2000 |
| Parma FC      | Itàlia     | 2001-2004 |
| AS Roma       | Itàlia     | 2004-2005 |
| Everton FC    | Anglaterra | 2005-2006 |
| AS Roma       | Itàlia     | 2006-2008 |
| Genoa CFC     | Itàlia     | 2008      |